# 尼克·薩博
尼克·萨博（英語：Nicholas "Nick" Szabo），美國计算机科学家、法学家及密码学家，以數位合约和數位货币的研究而闻名。1989年毕业于华盛顿大学计算机科学与工程学院，获得计算机科学学士学位，同时在乔治华盛顿大学法学院获得法学学士学位。他还获得了中美洲瓜地馬拉Universidad Francisco Marroquín的荣誉教授。
萨博创建了“智慧合約”这个词和概念，最初创建目的是将他所谓的“高度演进”的合同法和惯例算法设计成互联网上陌生人之间的电子商务协议。“智慧合約”是加密货币的主要特征和编程语言。
萨博有见解的提出，小额支付的最小程度的保证是由人们心理（所期望）的交易花费决定的。
萨博还是"extropian"生命扩展技术的是支持者。

## 比特黄金
在1998年，萨博设计了一套去多心化数字货币机制，把它叫做“數位黄金”。數位黄金没有被应用，但是它是被认为“比特币架构的直接先驱”。
在萨博的比特黄金结构中，一个参与者将奉献计算机算力去解决“加密难题”。在比特黄金中，解决“难题”采用了公共解决者注册系统、公钥签名来实现BFT拜占庭容错。每一个结果都会是下一个问题的一部分，从而创建一个不断增长的具有新属性的链。这个系统为網路提供一种验证新币和时间戳，因为除非大部分参与者同意新的结论，否则他们不会开启新的“难题”。
当企图设计數位货币交易时，需要解决“双花问题”。当数据创建之后，重新产生它们可以是一种简单的复制和粘贴。大多数數位货币解决这个问题是通过放弃一些而采用中心化的认证机构，这些认证机构可以追溯每个账户余额。萨博不认可这个结论，“我想尽可能的在加密世界模仿出一种安全而可信特点的黄金，在它之上不是依赖可信的中心化机构”。

## 外界推测
萨博曾被一度怀疑为是“比特币之父”中本聰。

## 外部連結
- 官方网站
- Nick Szabo's Essays, Papers, and Concise Tutorials，存档于Archive.today（存檔日期 16 July 2015）